# 429 v.Chr.

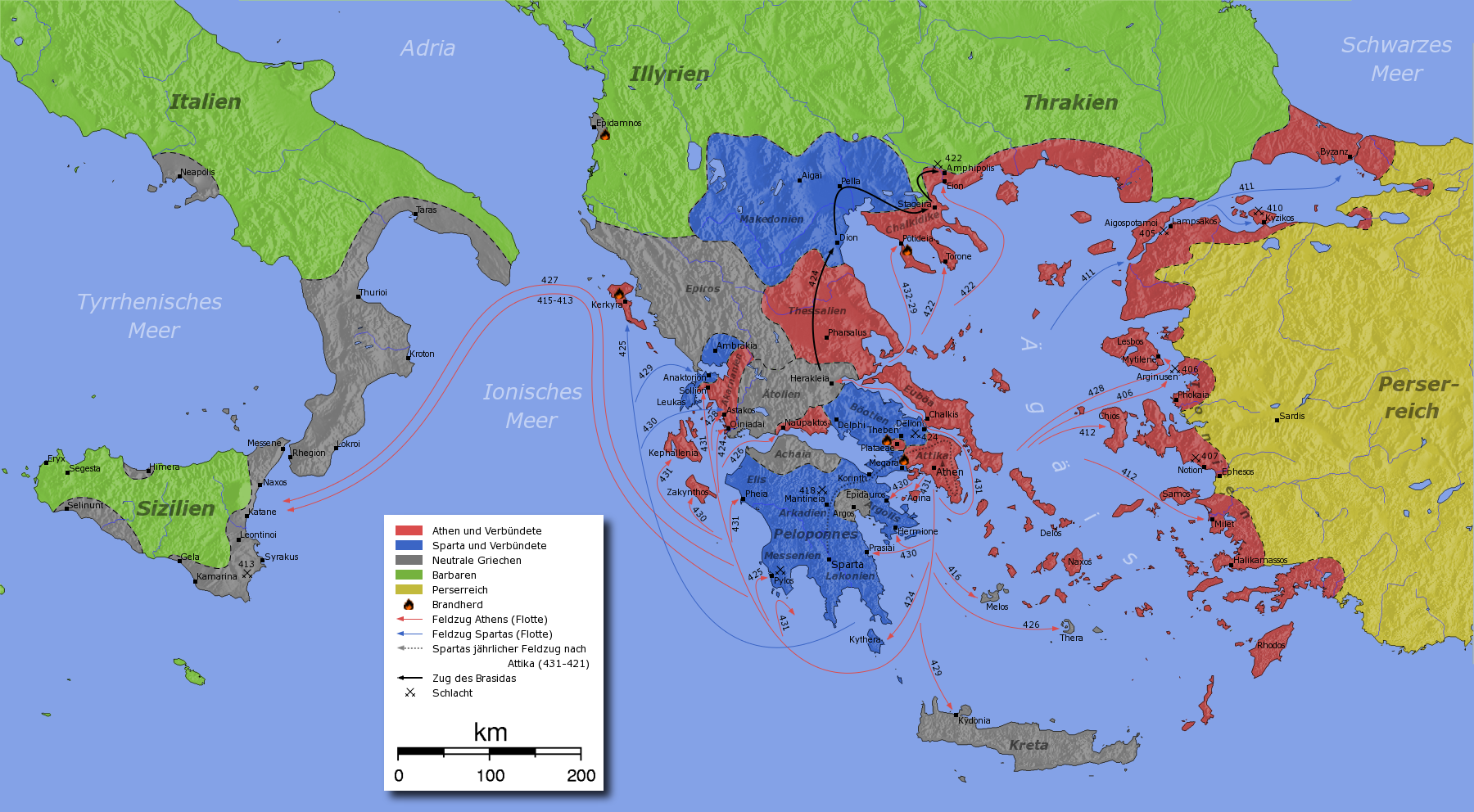
De Peloponnesische Oorlog (431 - 404 v.Chr.)

Het jaar 429 v.Chr. is een jaartal in de 5e eeuw v.Chr. volgens de christelijke jaartelling.

## Gebeurtenissen

### Griekenland
- De Atheense leider Pericles sterft als gevolg van de pestepidemie in Athene.
- In Athene wordt Cleon de leider van de democraten en een voorstander van de oorlog tegen Sparta.
- De Atheense generaal Xenophon landt met een invasiemacht bij het schiereiland Chalcidice.
- De Atheense vloot onder Phormio behaalt twee overwinningen bij Naupactus in de Golf van Korinthe.
- Plataea wordt belegerd door Sparta en Boeotië.

## Overleden
- Pericles (~490 v.Chr. - ~429 v.Chr.), Atheens staatsman en veldheer (61)